# Чобиково
Чоби́ково (рос. Чобыково, марій. Човыксола) — присілок у складі Новотор'яльського району Марій Ел, Росія. Входить до складу Чуксолинського сільського поселення.

## Населення
Населення — 161 особа (2010; 183 у 2002).
Національний склад (станом на 2002 рік):
- марійці — 97 %